# Euphausia pacifica
Espèce
Le krill pacifique (Euphausia pacifica) est une espèce de krill vivant dans les eaux de l'océan Pacifique.
Cette espèce est intensivement pêchée dans les eaux japonaises où elle est appelée isada krill ou tsunonashi okiami (ツノナシオキアミ). Il existe un quota de pêche annuel de 70 000 tonnes, édicté par le gouvernement japonais.
Dans l'est de l'océan Pacifique, sur les côtes des États-Unis et du Canada, le krill pacifique est une proie importante pour les oiseaux de mer planctonivores et les baleines.

## Systématique
Le nom valide complet (avec auteur) de ce taxon est Euphausia pacifica Hansen, 1911.

## Publication originale
- (en) H. J. Hansen, « The genera and species of the Order Euphausiacea, with account of remarkable variation », Bulletin de l'Institut océanographique, vol. 210,‎ 1911 (lire en ligne, consulté le 9 décembre 2023)